# BMW F06
El BMW F06 o Gran Coupé es la versión coupé de cuatro puertas del BMW Serie 6. Su lanzamiento se realizó en el Salón del Automóvil de Ginebra del 2012 para competir en el mercado directamente contra el Porsche Panamera, Maserati Quattroporte y las versiones más potentes del Audi A7 y el Mercedes-Benz Clase CLS.
Comparado con su similar, el BMW Serie 6 de dos puertas, mantiene el mismo tamaño en su parte delantera y trasera, pero crece 113 mm en la distancia entre ejes para llegar a un largo total de 5007mm, este tamaño que gana se ve reflejado en el asiento trasero los cuales son más cómodos para albergar 3 pasajeros en esta segunda fila.
Utilizara los mismos motores de la serie, partiendo en sus versiones a gasolina del 3.0L en el 640i que produce 320hp, el 4.4L en el 650i y 650i xDrive que llega a los 450hp, y la versión M6 con 580hp. En cuanto al diésel, tiene un 3.0L que va desde los 313hp. Todos los modelos están limitados electrónicamente a una velocidad máxima de 250 km/h pudiendo esta ser extendida en algunos casos hasta los 305 km/h.